# Iglesia evangélica española

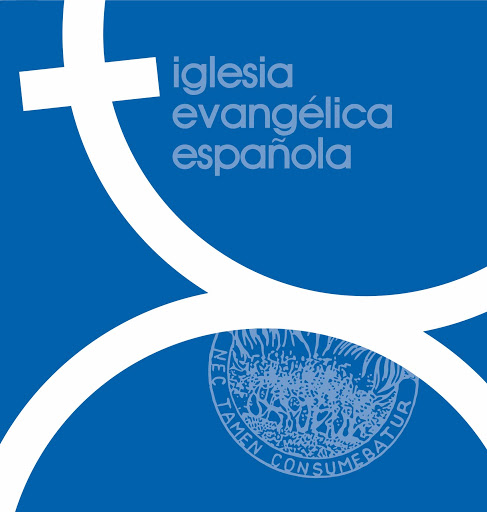

La Iglesia Evangélica Española (IEE) es una denominación cristiana de tradición  protestante que agrupa a comunidades de distintas confesiones reformadas, como presbiterianos, congregacionalistas, metodistas, luteranos y valdenses. Su origen se remonta al año 1869, cuando se estableció como una expresión de los principios de la Reforma del siglo siglo XVI. Su máxima autoridad es el Sínodo General, compuesto por representantes elegidos democráticamente por las comunidades locales.
La Iglesia Evangélica Española forma parte de la Comunión Mundial de Iglesias Reformadas, un organismo ecuménico que nació en junio de 2010 de la fusión de la Alianza Reformada Mundial y el Consejo Ecuménico Reformado.  Asimismo, mantiene relaciones fraternales con otras Iglesias reformadas en el mundo, actuando como su representante en España y viceversa.
La IEE es también miembro fundador de diversas organizaciones eclesiales internacionales, como el Consejo Mundial de Iglesias, la Conferencia de Iglesias Europeas (CEC), la Comunión de Iglesias Protestantes en Europa (CPCE), desarrollando su trabajo y experiencia en el grupo de la Conferencia de Iglesias Protestantes de los Países Latinos de Europa (CEPPLE), y el Consejo Mundial Metodista. 

## Historia

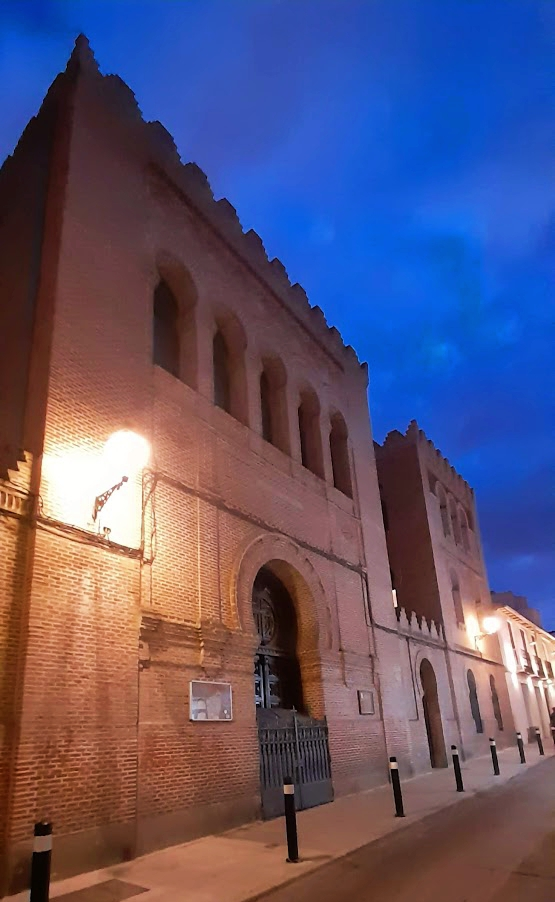
Iglesia Protestante de El Salvador de Madrid.

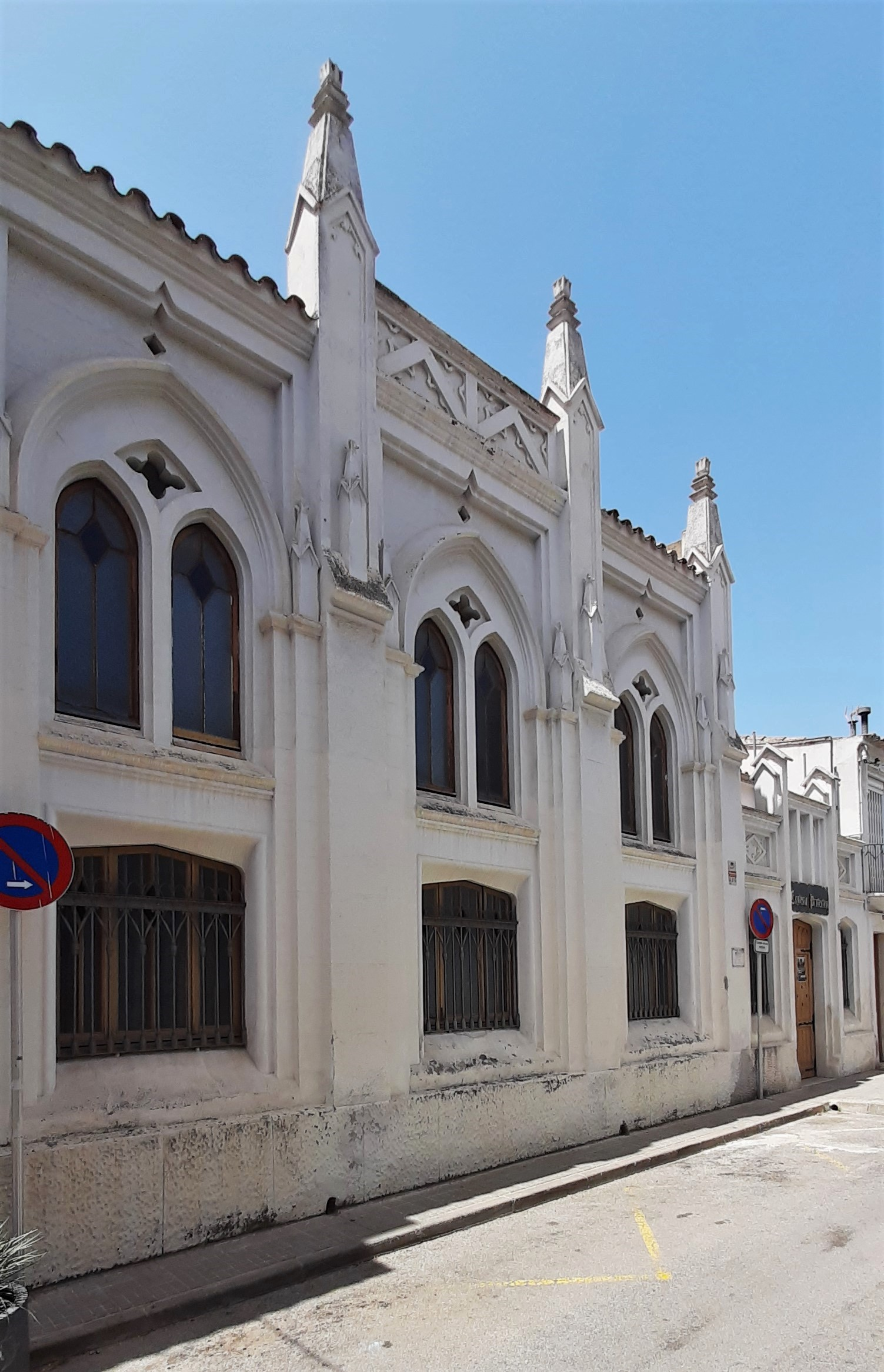
Primera Església Protestant a Rubí.

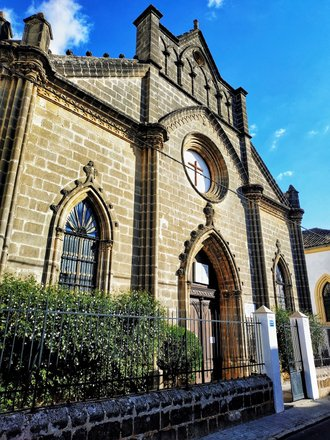
Iglesia Protestante de El Salvador de Jerez de la Frontera.

A finales del siglo XVIII y principios del XIX se da una fuerte expansión de las misiones protestantes, favorecida por la revolución industrial naciente. La Iglesia evangélica española, cuyas fuentes remontan a la Reforma del siglo XVI, echa sus raíces en el trabajo misionero que nace en el seno de los pietismos del s. XVIII y se inspira de ellos.
La Iglesia Evangélica Española se define a sí misma como una “comunión de congregaciones” integradas progresivamente desde 1869 hasta 1955. Todas ellas se han dotado de una confesión de fe común y desarrollan su testimonio y misión bajo una estructura sinodal. A lo largo del s. XIX se consolida como una unión de comunidades con estructura sinodal.
Estas congregaciones vienen de diferentes tradiciones protestantes tomadas de aquellas misiones extranjeras que impulsaron su establecimiento en el curso de la primera mitad del siglo XIX (reformadas, presbiterianas, luteranas, metodistas, congregacionalistas) y su crecimiento a partir de 1868, con el triunfo de la Revolución Liberal. El núcleo original lo forman congregaciones nacidas en medio de la intolerancia y en la clandestinidad, fundadas como fruto de la labor y el ministerio de pastores, tales como Antonio Vallespinosa (1833–1897), el catalán Francisco de Paula Ruet (1826-1878), el andaluz Manuel Matamoros (1834–1866), el alicantino Juan Bautista Cabrera (1837-1916), el catalán Francisco Albricias (1856–1934), quienes conocieron persecución y exilio, en Gibraltar y en otros países europeos, recibiendo en ellos la formación teológica que les capacitó para el desarrollo de su misión y ministerio.
En 1869 se reúne en Sevilla una asamblea general formada por delegados de distintas congregaciones entonces existentes en el territorio español. Los protestantes españoles declararon su intención de organizar una comunidad reformada unida para todo el país, pero la intención no se pudo concretar debido a las diferencias con respecto a su organización: por un lado, el modelo presbiteriano-congregacionalista y la postura de aquellos que deseaban una confesión de gobierno episcopal. A causa de estas diferencias de organización surgieron dos denominaciones protestantes de corte histórico en España, la IEE y la IERE "Iglesia Española Reformada Episcopal". Debido al origen común de ambas iglesias, la IEE y la IERE mantienen relaciones de profundo respeto, colaboración y hermandad.
Federico Fliedner, primer misionero alemán que viene a España, llega en el año 1869, apoyado por la Obra de las Diaconisas de Kaiserswerth, fundada por su padre, Teodoro Fliedner, en 1828. Con la creación de escuelas, centros de atención a los más necesitados, librerías, Fliedner es el fundador de una obra social vinculada a la Iglesia Evangélica Española. La Fundación que hoy lleva su nombre, fiel a su talante, desarrolla su misión de enseñanza, de formación teológica, acción social y cultural al servicio del protestantismo español en particular y la sociedad española en general.
En 1886 se celebra en Madrid la X Asamblea de la Iglesia Cristiana Española formada por representantes de sus comunidades en Madrid, Sevilla, Córdoba, Granada, Jerez, Isla de San Fernando, Málaga, Reus, Camuñas, Mocejón, Cartagena, Cádiz y Huelva, y las misiones de Utrera y Villafranca de Córdoba, todas ellas de tradición presbiteriana. La Unión Ibero-Evangélica, que agrupaba congregaciones de tipo congregacionalista en Santander, Bilbao, San Sebastián, Logroño, Pradejón y Zaragoza, con varias misiones, decidió unirse a la Iglesia Cristiana Española que, con este motivo, cambió provisionalmente su nombre por el de Iglesia Evangélica Española, adoptando también provisionalmente como bases la confesión de fe y la disciplina de la Iglesia Cristiana Española. Este grupo de congregaciones, constituido a partir del ministerio desarrollado por los hermanos Thomas Gulick y William Gulick, estaba sostenido por la American Board, de tradición congregacionalista. A estas congregaciones se sumaron las comunidades que surgieron como resultado de la Misión del Alto Aragón, desarrollada por el pastor francés Albert Cadier entre 1906 y 1911. En 1901, Alice Gordon Gulick funda el Instituto Internacional en Madrid, institución dedicada a la promoción de la educación y la emancipación social de la mujer. Dicho instituto se desarrolló paralelamente a la Institución Libre de Enseñanza (1876) que propugnaba la libertad de cátedra y una enseñanza no sometida a los dogmas oficiales en religión, política o moral.
En 1955 la Iglesia Metodista Española decide unirse a la Iglesia Evangélica Española, para lo cual el Sínodo de 1954 aprueba una versión revisada de su Confesión de fe y de su reglamento. La Iglesia Metodista aporta a la iglesia unida sus comunidades en Cataluña y en las Islas Baleares. La Iglesia Metodista había llegado a Cataluña y Baleares en 1869, creando su primera comunidad el 1.º de septiembre de 1871. Fueron misioneros ingleses los que realizaron los primeros trabajos de evangelización. Cabe destacar a William T. Brown, fundador de las primeras escuelas y comunidades entre 1869 y 1874, y los reverendos Franklin G. Smith entre 1888 y 1916, y William Lord entre 1916 y 1924; pero muy pronto fueron seguidos por obreros españoles que establecieron nuevas escuelas e iglesias. En el momento de la unión, la aportación metodista fue en Cataluña de las comunidades antiguas de Barcelona y Rubí, a las que se añadieron posteriormente las nuevas comunidades de Hospitalet de Llobregat, Santa Coloma de Gramanet y La Llagosta. En las Baleares ingresaron en la IEE las iglesias de Palma de Mallorca, Capdepera, Mahón, Villacarlos y misiones. Esto hizo que la IEE, que estaba muy poco representada en Cataluña y Baleares, recibiera ahora un fuerte impulso. También la Iglesia Metodista (USA) sostuvo varias iglesias y colegios en España antes de la guerra civil, entre ellas las comunidades de Alicante, con su muy conocida Escuela Modelo, y Sevilla.
La Iglesia Evangélica Española, como iglesia unida se enriquece de las corrientes teológicas del pasado. Es el resultado de los mejores materiales que cada una de ellas ha ido dejando a la Iglesia a largo de la historia.
También pertenece y es miembro fundador de la Federación de Entidades Religiosas Evangélicas de España.

## Organización
La Iglesia Evangélica Española se organiza mediante un sistema sinodal y democrático. En este sistema, participan delegados de los presbiterios regionales y las congregaciones locales. El órgano supremo de gobierno y decisión de la IEE es el Sínodo General, que se reúne cada cuatro años y establece las directrices fundamentales sobre la doctrina, la organización y la misión de la iglesia.
En el periodo inter-sinodal, la iglesia está dirigida por la Comisión Permanente, que es el órgano ejecutivo elegido por el Sínodo General. La Comisión Permanente está integrada por un presidente, un vicepresidente, un secretario general, un secretario segundo, un tesorero y dos vocales. Su función es implementar las resoluciones del Sínodo General y supervisar el correcto funcionamiento de la iglesia en los aspectos administrativos, económicos y pastorales a nivel nacional.
La IEE se divide territorialmente en presbiterios, que son agrupaciones de dos o más congregaciones locales que comparten una misma área geográfica, cultural o lingüística. Cada presbiterio está presidido por una Mesa nombrada por el Sínodo Regional y tiene como objetivos gestionar el presupuesto regional, coordinar las actividades de las iglesias locales, fomentar la formación y proveer de atención pastoral a las congregaciones.

## Postura sobre diversidad sexual y de género

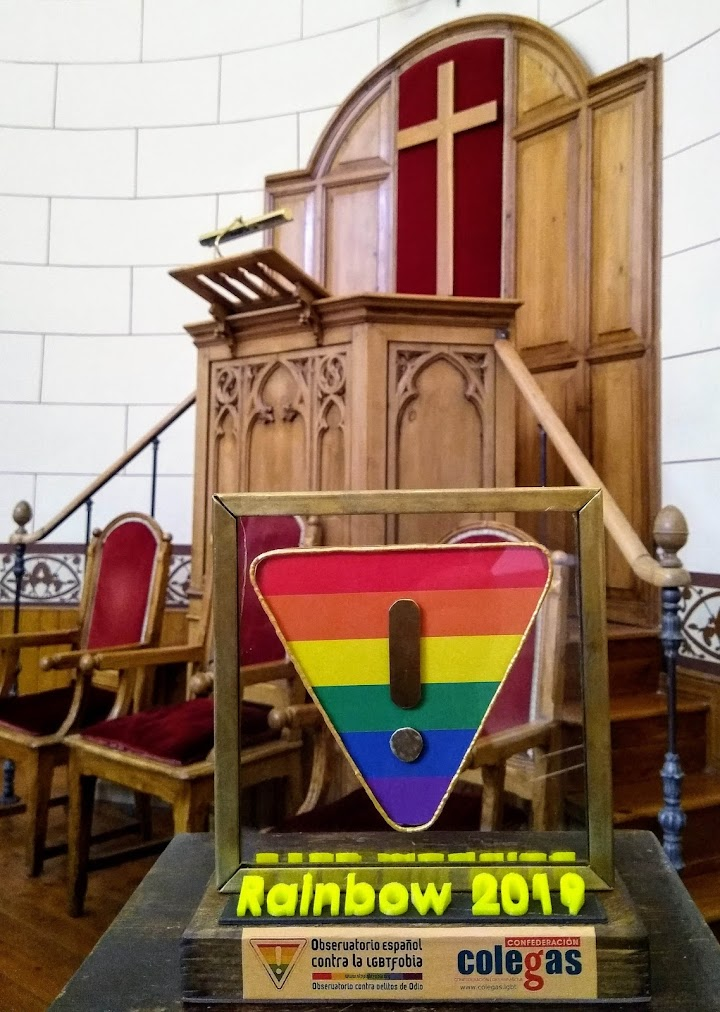
Premio Rainbow 2019 concedido a la IEE por la Confederación Colegas.

La Iglesia Evangélica Española (IEE) se ha destacado como una denominación protestante caracterizada por su enfoque inclusivo y su firme compromiso con la diversidad, especialmente en lo que respecta a la orientación sexual e identidad de género. En 2005, la IEE adoptó una postura favorable al matrimonio civil igualitario, convirtiéndose en la única iglesia protestante histórica española que realiza bendiciones de matrimonios entre personas del mismo sexo. Esta decisión se fundamentó en un exhaustivo estudio bíblico, ético y teológico encargado al profesor Juan Sánchez Núñez de la Facultad de Teología SEUT, que analizó textos bíblicos relacionados con la sexualidad y el género, así como las implicaciones éticas y teológicas de la aceptación de las personas LGBTIQ+ en la iglesia. 
El Sínodo General de 2018 marcó un hito importante con la aprobación de la Declaración de Mamré,  un documento pastoral que reafirma el compromiso de la iglesia con la inclusión y el respeto hacia las personas LGBTIQ+ y sus familias. Esta declaración reconoce a las personas LGBTIQ+ como miembros plenos de la iglesia, afirma la diversidad sexual y de género como un don divino, y se compromete a combatir la LGTBIfobia desde una perspectiva evangélica. Además, la IEE se propone denunciar toda forma de discriminación y violencia contra las personas LGBTIQ+ y adoptar un lenguaje inclusivo respecto a las identidades de género.
La labor de la IEE en la promoción de la inclusión y aceptación de la comunidad LGBTIQ+ en el ámbito religioso no ha pasado desapercibida. La iglesia ha sido reconocida con galardones como el Premio Arco Iris en 2017 y el Premio Rainbow en 2019, otorgados por organizaciones representativas de la comunidad LGBTIQ+. Estos reconocimientos subrayan la contribución significativa de la IEE en la integración de la diversidad sexual y de género en el contexto de la fe cristiana.
La postura de la Iglesia Evangélica Española representa un ejemplo notable de cómo una institución religiosa puede evolucionar para abrazar la diversidad y promover la inclusión, manteniendo al mismo tiempo sus fundamentos teológicos y su compromiso con la fe cristiana. A través de su enfoque abierto y reflexivo, la IEE ha demostrado que es posible conciliar las enseñanzas religiosas con una actitud de apertura y respeto hacia la diversidad sexual y de género, estableciendo un precedente importante en el panorama religioso español.